# ドシセオス2世 (エルサレム総主教)
ドシセオス2世（ギリシア語: Δοσίθεος Β΄ Ιεροσολύμων, 1641年5月31日 - 1707年2月8日）は、正教会（ギリシャ正教）のエルサレム総主教（在位：1669年 - 1707年）であり神学者。「ドシセオス」は現代ギリシャ語読みであり、古典ギリシャ語再建音からドシテオス、日本正教会では教会スラヴ語再建音からドシフェイとも転写される。姓はノタラス（Νοταράς）。
西欧において宗教改革が起こったことによる、17世紀における正教に対するカトリック教会およびプロテスタントからの影響に対して反対する立場に立った事で知られる。キリロス・ルカリスによるカルヴァン主義的な信仰告白に対抗するエルサレム公会を召集した。

## 生涯
ドシセオスはアラホヴァ（en:Arachova）に1641年5月31日に生まれた。年少期・青年期についてはあまりよく分かっていない。1652年に輔祭に叙聖され、1661年にはエルサレムの首輔祭に昇叙される。1666年にカイサリア大主教となり、1669年にエルサレム総主教に選ばれた。
独学で聖師父学を学んだとされる。カトリック教会とプロテスタント両者からの挟撃にあって正教会が危機に瀕していた時代にあって、聖師父学への復帰を説いたことが、正教会から功績として言及される。
当時、バルカン半島、グルジア、ロシア南部において、キリロス・ルカリスが1629年に発した、予定説と信仰義認に賛意を示す信仰宣言による影響があり、ドシセオスはこの状況に関わっていくこととなった。1672年、総主教ドシセオスはエルサレム公会を召集した。ここにおいて全てのカルヴァン主義の教理は否定され、正教の教えが再び明確にされた。
ロシア皇帝ピョートル1世との往復書簡において、ピョートルによる、特にモスクワ総主教座の廃止に示されるような、教会を国家に従属させる改革に対して反対した。ドシセオスによる、ピョートルに正教会とオスマン帝国との間に平和的協約を1702年に結ばせるよう働きかけさせる努力は失敗した。
ドシセオスは1707年2月8日にコンスタンディヌーポリ（コンスタンティノープル）で永眠した。1715年に、ドシセオスの全12巻の著作『エルサレム総主教庁の歴史』が出版されている。